# Megève
Megève je obec v kantonu Sallanches v arrondissementu Bonneville v departementu Horní Savojsko v regionu Auvergne-Rhône-Alpes v jihovýchodní Francii. Žije v ní 4000 obyvatel. Je známá jako lyžařské středisko. Vzniklo ve 20. letech 20. století jako francouzská alternativa Svatého Mořice (Švýcarsko) a stalo se prvním účelově postaveným střediskem rekreace v Alpách. Ve svých počátcích bylo hlavním cílem francouzské aristokracie.

## Osobnosti
- Georg Muffat (1653–1704) barokní hudební skladatel